# 行基寺
行基寺（ぎょうきじ）は、岐阜県海津市南濃町大字上野河戸にある浄土宗の寺院。山号は臥龍山。
別名「月見寺」、「隠れ城」、「お月見の寺」。行基入定の地の伝承がある。美濃高須藩藩主・高須松平氏の菩提寺である。本尊は阿弥陀如来。西美濃三十三霊場27札所。

## 概要
養老山地の中腹にあり、本堂、大書院、小書院、庫裡、松平家廟を有し、高い石垣を持つ城郭風の伽藍であり、一見すると小規模な城である。一説には、緊急時には高須藩の城としての機能を有していたという。そのためか、寺院というより城の御殿に近い。
1705年（宝永2年）に造られた美しい回廊式庭園があり、有料で拝観できる。また、庫裡にある月見の間からは、濃尾平野が一望できる。

## 沿革
伝承によれば、744年（天平16年）、地方を巡っていた行基がこの地の洪水による被害を目の当たりにし、聖武天皇に懇願し人々のために建立したという。
行基は、一般的な説では、668年（天智天皇7年）に生誕し、749年（天平21年）、菅原寺で81歳で入滅し、生駒市の竹林寺に埋葬されたとされているが、行基寺の伝承によれば、677年（天武天皇6年）に生誕し、757年（天平宝字元年）にこの地で入滅。埋葬されたとされている。
1336年（延元元年）、結城友定の手により焼失。正平年間に再建される。
1702年（元禄15年）、美濃高須藩藩主松平義行が行基寺を松平氏菩提寺とし、大規模な改修工事に着手する。1709年（宝永6年）、改修工事が完了する。1820年（文政3年）、山門が建立される。
現在の本堂は1832年（天保3年）再建である。
明治維新になるまでは、一般の人々が参拝することを禁止していた。

## 文化財
岐阜県重要文化財
- 板碑[2]

行基入定の地と伝えられている行基塚の上に建っている板石塔婆。1377年（永和3年）の年号が刻まれている。傍らにある自然石の副碑には、行基菩薩御入定御墓、天平勝宝元己丑二月二日御入寂などといった内容が刻まれている。
- 一光三尊弥陀仏[3]

岐阜県指定史跡
- 高須藩主歴代墓[4]

海津市指定文化財
- 七重塔[5]

海津市名勝
- 臥龍山行基寺[6]

## 所在地
- 岐阜県海津市南濃町上野河戸1024-1

## 交通アクセス
- 養老鉄道養老線駒野駅より、タクシーで15分。
- 養老鉄道養老線美濃山崎駅より、徒歩45分。

## 周辺
- 菩提山寒窗禪寺（寒窓寺）
- 道の駅・月見の里・南濃
- 北ノ会古墳群
- 大専寺（大谷派）
- 南濃温泉・水晶の湯
- 羽根谷だんだん公園
- 山崎の滝
- 美濃山崎駅
- 駒野駅